# Calyptorhynchus
Calyptorhynchus este un gen de păsări psittaciforme din familia papagalilor cacadu (Cacatuidae).

## Taxonomie
Descris de naturalistul francez Anselme Gaëtan Desmarest în 1826, genul Calyptorhynchus are două specii de cacadu. Toate sunt în mare parte de culoare neagră, iar taxonii pot fi diferențiați în parte prin dimensiune și în parte prin mici zone de penaj roșu, gri și galben, în special în penele cozii. 
- Calyptorhynchus banksii (Latham, 1790)
- Calyptorhynchus lathami (Temminck, 1807)